# Menjagrà de ventre castany
El menjagrà de ventre castany (Sporophila angolensis) és un ocell de la família dels tràupids (Thraupidae).

## Hàbitat i distribució
Habita el bosc obert, sabana, matolls i arbusts als límits del bosc i vegetació secundària de les terres baixes des de l'est de Colòmbia, Veneçuela, Trinitat i les Guaianes, cap al sud, a través de l'est de l'Equador, nord-est del Perú, nord i est de Bolívia i Brasil fins Paraguai i nord-est de l'Argentina.